# Радивој Симоновић
Радивој Симоновић (Лединци, 17. август 1858 — Сомбор, 21. јул 1950) био је српски лекар и фотограф.

## Биографија
Симоновић је рођен у Срему, у Лединцима лета 1858. године. Студирао је медицину на Универзитету у Бечу. Тамо је био члан Српског академског друштва "Зора" у којем је активан. Беседио је тако октобра 1876. године на друштвеном скупу о манастиру Раковцу.
Лекар, етнограф, географ, историчар, филолог и социолог, неуморни путник и истраживач, фотограф и утемељивач планинарства у нас, здравствени просветитељ и народни добротвор, „Сомборски Русо" како га, због интелектуалне знатижеље и спознаја до којих је досезао, прозва Јован Скерлић.
Деведесетих година 19. века у друштву са Лазом Костићем бави се у Црној Гори на Цетињу његов брат др Светислав Симоновић, који је лекар књаза Николе. У Сомбор је дошао 1896. године, где се и упокојио 1950. године. Лаза и Радивој другују деценију, нарочито у Сомбору. Покренуо је након Лазине смрти, 1912. године Симоновић едицију у Сомбору: "Др Лаза Костић - његов живот и рад". Изашле су само две свеске, те и 1913. године. А године 1978. штампана је у Сомбору обимна књига Симоновићевих одабраних текстова "Човек изнад свега", које је приредио (и предговор написао) др Стојан Бербер, лекар и књижевник. У својим "Успомена на др Лазу Костића", описао је живот и личност свог великог пријатеља и пацијента Лазе Костића.
Један је од састављача Меморандума о Бајском троуглу који је по завршетку Првог светског рата упућен Међународној комисији у Паризу, за утврђивање југословенско-мађарске границе. Најближи пријатељ и лекар др Лазе Костића, пријатељ и сарадник Јована Цвијића, коме је, пре свега фотографијама, оплемењивао научна, али и издања француских, немачких и мађарских научних лексикона, а као сарадник дао је велики допринос издањима Матице српске и других листова и часописа. Уписао се Радивој 1933. године за члана добротвора Географског друштва Универзитета у Београду, прилогом од 1000 динара.
Доктор Симоновић се много бавио писањем стручно-историјских радова и књига за народ. У Летопису Матице српске објавио је 1892. године чланак: "Манастир Житомислић у Херцеговини". Матица га је за то путописно-популарно дело наградила са 90 ф. хонорара. Штампао је 1898. године у Панчеву књигу "Куга у Срему 1795. и 1796. године". Исте, 1898. године издао је у Новом Саду стручно медицинско дело: "Јектика-сучија, туберкулоза и скрофулоза". Објављивао је у међуратном времену, бројне историографске чланке у Гласнику Историјског друштва у Сомбору.
Проучавао је здравље народа у склопу утицаја окружујуће природне и друштвене средине, приближивши се погледима Јована Цвијића. Проучавао је и снимао крашке, а нарочито планинске пределе. Био је мајстор уметничке фотографије. Општа болница у Сомбору носи његово име. По њему се зове Планинарски дом „Др Радивој Симоновић” на Фрушкој гори. У Сомбору постоји Кућа Радивоја Симоновића.